# Conservatori de música

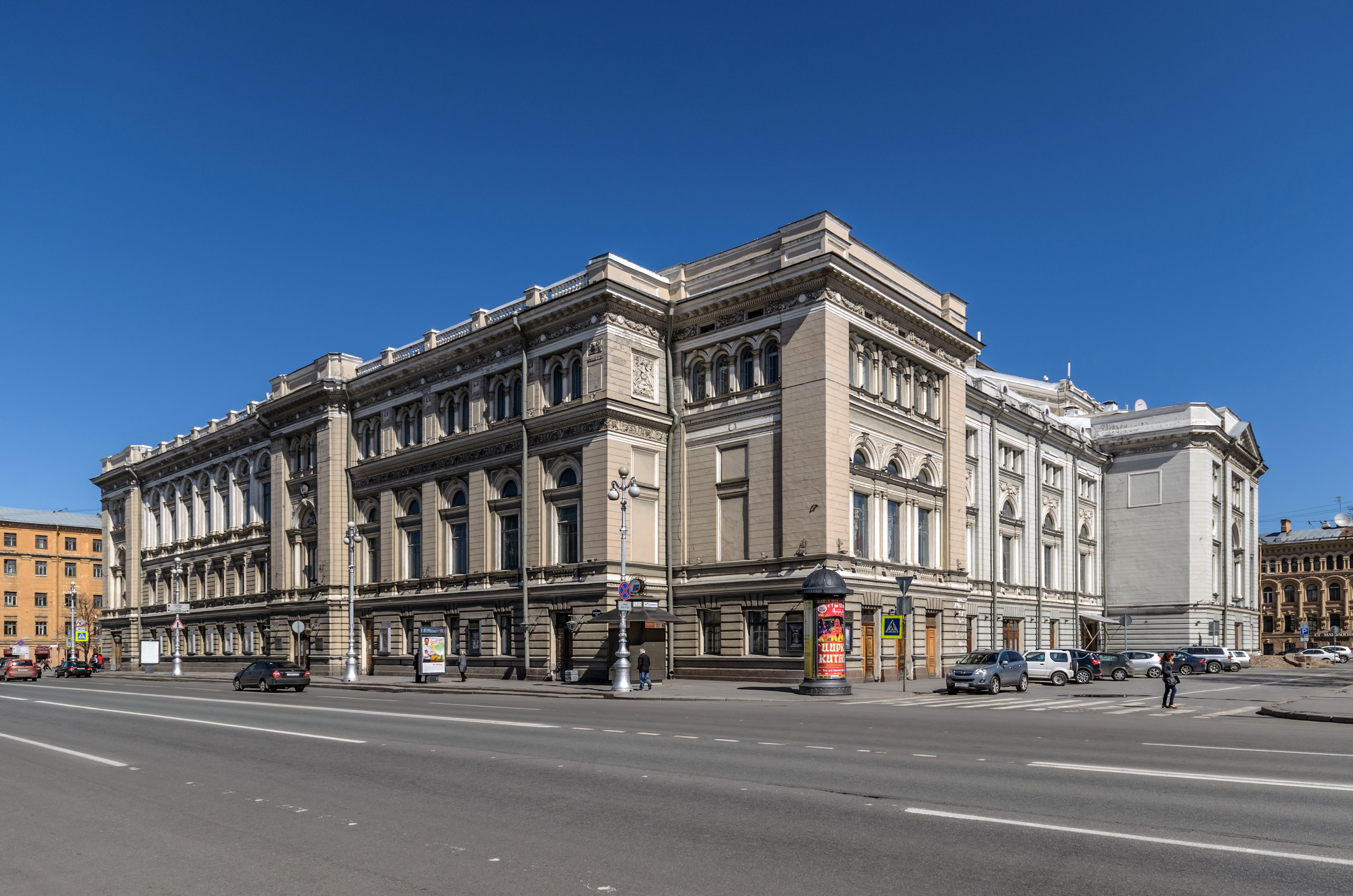
Conservatori de Sant Petersburg

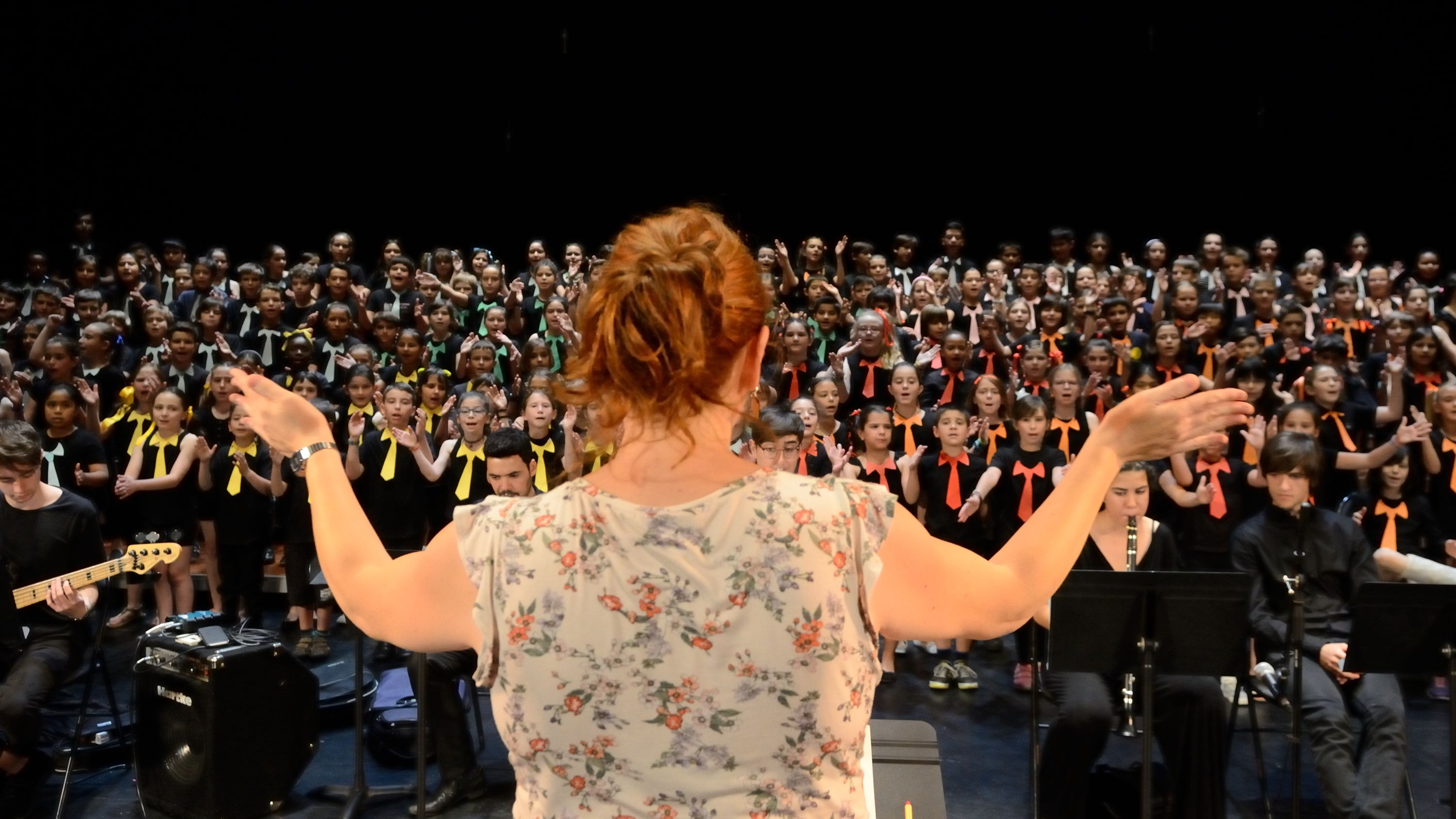
Escola Municipal de Música i Conservatori Professional

Un conservatori és un centre especialitzat en l'ensenyament de la música. El nom, que prové de l'italià conservatorio, que al seu torn té origen en el verb llatí conservare, es fa servir habitualment a Itàlia, Espanya, França i altres països del seu entorn. El terme s'ha adaptat per anomenar algunes institucions anglosaxones, i varia segons el país: conservatoire (anglès britànic), conservatory (anglès americà) o conservatorium (anglès australià).

## Origen
Durant la primera meitat del segle xvii, en el context del Barroc, alguns dels orfenats italians que tenien aquest nom -altres s'anomenaven ospedale com el famós della Pietà, a Venècia on treballà Antonio Vivaldi- i que eren institucions socials de caràcter benèfic creades per preservar -és a dir, per "conservar"- i educar els infants orfes, van assolir una importància i un prestigi sense precedents per l'educació musical que donaven als seus interns com a manera d'oferir-los un ofici, la qual cosa va arribar a fer modificar el concepte de conservatorio. D'una banda, cada vegada més passava a ser conegut més per la seva funció de formació musical que per la d'orfenat; per l'altra desplaçà el sentit d'allò que s'hi conservava: dels infants orfes a l'essència de la tradició musical.
L'educació que hi rebien els interns tenia elements en comú amb el que rebien els nois que feien d'escolà a les capelles de música, i incloïa l'instrument, la lectura musical, elements de teoria i cant pla, a més de l'educació general.
Els actuals conservatoris tenen el seu model en el Conservatori de Música de París fundat el 1795 dins dels ideals de la Il·lustració i de la Revolució Francesa. Es creà amb objecte d'ensenyar música a qualsevol alumne que ho sol·licités i demostrés posseir qualitats sobre l'esmentat art, prescindint del seu origen social. Fins a aquell moment els estudis musicals generalment només es podien realitzar a les capelles de música dels centres religiosos -tant catedrals com monestirs, o individualment, amb professors particulars, fet que quedava reservat a determinats estrats social.
En el nostre entorn, els conservatoris de música venen definits -des de la promulgació de la LOGSE l'any 1990 com a institucions d'educació musical que imparteixen un ensenyament de caràcter oficial, que són de titularitat pública, ja sigui estatal, autonòmica, provincial o municipal, i que imparteixen uns ensenyaments que tenen per objectiu la professionalització dels alumnes i estudiants. Al mateix temps, segons la tipologia d'estudis que imparteixin poden ser de grau elemental -per a alumnes d'entre 8 i 12 anys, aproximadament- que cursen els inicis d'una educació musical, de grau mitjà -amb una durada de sis cursos-, o de grau superior, que imparteixen un ensenyament superior, equivalent al de caràcter universitari. A Catalunya, però, no hi ha conservatoris de música de grau elemental, atès que l'ensenyament de caràcter elemental o bàsic el fan les escola de música. Els estudis de grau superior de música es poden cursar a Escola Superior de Música de Catalunya, de titularitat pública, o a un dels tres centres de titularitat privada, Taller de Músics, i a l'Escola Superior de Música Jam Session o el Conservatori Superior de Música del Liceu. D'aquests quatre centres només el Liceu és conservatori.
A la resta de països occidentals, el mot designa quasi exclusivament institucions d'educació superior, ja sigui dins o fora de la universitat. De totes maneres, no són les úniques: A Alemanya, foren les Musikhochschulen o escoles superiors de música, que posteriorment han esdevingut majoritàriament facultats de música. Al món anglosaxó les denominacions més freqüents han sigut, a part de les adaptacions de conservatorio, la de college i la de schoool of music, ja sigui com a institucions independents, ja sigui integrades en estructures universitàries.
A part dels conservatoris de música existeixen també els conservatoris de dansa.